# Hat Trick
Albums de Mac Tyer
D'où je viens
(2008) Untouchable
(2012)
Hat Trick est le 3e album de Mac Tyer sorti le   2010.

## Listes des titres
1. Intro
2. Tony a tué Manny
3. Seine St Denis
4. Flow Hélicoptère
5. Introspection
6. Ovniggaz
7. African
8. Hat Trick
9. N'Oublie Pas Ce Que Tu Sais (feat. Sarra Neferankhti)
10. Ce Que Ma Mère Me Disait
11. Love Cimetière (feat. Vitaa)
12. Ha ! Ha ! Ha !
13. Tout Est Fini (feat. Kayliah)
14. Obama Said (feat. Dereck Martin)
15. Attitude De Rockstar
16. Rap Des Cavernes
17. Original Kaïra
18. Incompris (Génie)